# Associazione Calcio Trento 1921
L'Associazione Calcio Trento 1921 S.r.l., meglio nota come Trento, è una società calcistica italiana con sede nella città di Trento. Milita in Serie C, la terza divisione del campionato italiano.
La sua tradizione sportiva, iniziata nel 1921, è transitata attraverso alcune rifondazioni e ridenominazioni (tra le altre Trento-Caproni e Trentino Calcio).
Dacché le due massime divisioni del campionato italiano di calcio hanno adottato il girone unico, il Trento non è mai riuscito ad accedervi, arrivando al massimo a militare in Serie C1; a livello storico, è comunque per prestigio la prima squadra di calcio della propria provincia e la seconda del Trentino-Alto Adige.

## Storia

### Dalle origini al dopoguerra
Il calcio a Trento giunse nel 1921 con la nascita dell'Associazione Calcio Trento, che nel 1921 riunì le preesistenti Unione Ginnastica Trento, i cui colori sociali erano il bianco-celeste con il leone rampante, e Sport Pedestre (anche detta Pro Trento) le cui divise da gioco erano nero stellate (poiché i fondatori erano simpatizzanti del Casale). Nei primi anni di esistenza il Trento giocò a rotazione con questi due schemi cromatici.
Il primo terreno di gioco della squadra fu quello dell'ex Piazza d'Armi, poi Piazza Venezia: esso era però sassoso e difficilmente praticabile, sicché qualche anno dopo venne inaugurato lo Stadium in località Briamasco. I primi tempi furono travagliati, con la squadra che, dopo alcune buone prestazioni nelle leghe interregionali, incorse in una repentina cessazione d'attività.
Il 28 settembre 1929 il sodalizio fu riorganizzato con la denominazione di Associazione Sportiva Trento e, per richiamarsi all'araldica cittadina, adottò i colori sociali giallo-blu, ma fallì subito. Nel 1931 si ricrea l’AC Trento col primo doppio derby regionale contro l'A.C. Bolzano, seguito da tremila spettatori in trasferta e da oltre quattromila allo stadio Briamasco. Nel campionato di Prima Divisione 1934-1935 il Trento disputò un girone di andata memorabile arrivando al primo posto; un calo di rendimento nel girone di ritorno lo fece scalare al terzo posto, impreziosito comunque dalla prestigiosa vittoria casalinga (di fronte a più di cinquemila persone) contro la Fiumana. In forza di ciò il Trento fu ammesso nella nuova Serie C per la stagione 1935-36, ove però arrivò ultimo, retrocedendo in Prima Divisione.
Dal 1936 al 1937 per il Trento vi fu un periodo di inattività dovuto a problemi societari e finanziari; si procedette pertanto a rifondare il club recuperando il nome Associazione Calcio Trento che parteciperà alla Prima Divisione e che verrà ammesso in Serie C al termine della stagione di Prima Divisione 1938-1939. L'esperienza in Serie C, però, durò appena un anno per poi retrocedere e ritornare in Prima Divisione.
Nella stagione successiva il club tridentino si ripresentò ai nastri di partenza nel campionato di Prima Divisione 1940-1941 piazzandosi quarto e venendo promosso in Serie C a completamento organici. L'annata successiva in Serie C, la squadra assunse denominazione di Associazione Calcio Trento-Caproni, in quanto filiale dopolavoristica della locale fabbrica di aerei, col solo azzurro come colore sociale. Arrivò così un settimo posto; poi, nell'ultimo campionato prima della sospensione per la seconda guerra mondiale, la Trento-Caproni arrivò quinta e grazie a questo piazzamento ottiene il diritto a disputare la serie cadetta alla ripresa dell'attività sportiva.
Dopo la guerra, la stagione 1945-1946 vide il rifondato Trento disputare la Serie mista B-C Alta Italia, arrivando alla fine dodicesimo e tornando nella Serie C; a stretto giro il livello dell'attività fu limitato da gravi problemi finanziari.
Nel 1948 alla presidenza del Trento arrivò il politico Renzo Helfer, che per tanto tempo resse le sorti societarie: furono questi gli anni dei derby contro il Rovereto, che richiamarono al Briamasco oltre 5.000 tifosi.

### Dagli anni cinquanta agli anni ottanta
Per il ritorno in Serie C, dopo tre anni in Promozione Interregionale, il Trento dovette attendere la stagione 1950-1951, nella quale mise a segno 119 reti in 34 partite con 62 punti conquistati.
Nella stagione di Serie C 1951-1952, la squadra venne in parte smobilitata per esigenze di bilancio, in cui i sogni dei tifosi gialloblù si dovettero fermare al quinto posto che segnarono la retrocessione nella neonata IV Serie e l'addio al sogno della nuova Serie C a girone unico. Da quel momento il Trento visse un periodo di declino interrotto nel 1959 quando giunse alla presidenza degli aquilotti l'imprenditore Ito Del Favero. Nei primi anni della sua presidenza, le cose non andarono bene per un decennio beccandosi le contestazioni da parte della tifoseria, poi, nonostante le aquile fossero arrivate tra le prime posizioni.
Nel 1970, alla vicepresidenza della società gialloblù, giunse il Presidente della Giunta provinciale Giorgio Grigolli con l'intento di ottenere la promozione in Serie C. Il suo arrivo spinse l'entusiasmo intorno alla squadra registrando punte di 6000 presenze allo stadio ove, all'ultima giornata, il Trento presentandosi in trasferta a Castelfranco con un punto di vantaggio sul Pordenone secondo in classifica e facendosi riprendere e arrivando pari in classifica dovrà disputare uno spareggio-promozione. La partita di spareggio disputato a Valdagno contro il Pordenone vide il Trento vittorioso per 2 a 0 con reti di Scali e Babbo su rigore procurato da Scali che lanciò in delirio i tifosi al seguito giunti a Valdagno in 8000 e che improvvisarono cortei festosi.
Il presidente Del Favero, poi, commosso una volta portato il Trento in Serie C diede seguito a periodi di sofferenza con la tifoseria che chiese un ulteriore salto di qualità in Serie B, che però non arriverà mai.
Nella stagione di Serie C 1974-1975, la società decise di provarci con in panchina Franzoi affiancato da Laudadio che fino all'undicesima giornata misero il Trento nelle posizioni alte della classifica, poi, alla fine del campionato il Trento arrivò solo ottavo. L'anno dopo, peraltro, gli aquilotti arrivarono ultimi retrocedendo in Serie D. Con la stagione di Serie D 1976-1977 arrivò l'era di David, che subentrò in panchina a Franzoi a gennaio segnando l'immediato ritorno in Serie C con propositi ambiziosi come Piergiorgio Lutterotti che divenne una delle bandiere di sempre del calcio trentino.
L'anno dopo, la squadra si piazzò bene ma il campionato ancora successivo vide lo smembramento colmato dalle cessioni importanti di Codognato, Divina, Sgarbossa, Damonti e del bomber Ballarin, così, nonostante l'arrivo in extremis dell'ex azzurro di Inter e Cagliari Angelo Domenghini, non si riuscì ad evitare una brutta retrocessione in Serie C2.
Nella stagione di Serie C2 1979-1980 con Mario David nel ruolo di direttore sportivo e di Bruno Baveni in panchina si gettarono basi solide per il Trento schierando giocatori regionali quali: Lutterotti, Telch, Daldosso, Andreatta, Joriatti, Bertocchi in attacco e Cianchetti in difesa. Al termine del campionato, il Trento appaiato al Padova arrivò al secondo posto dietro alla capolista Modena, disputando lo spareggio-promozione venerdì 13 giugno a Verona contro i patavini. Il risultato colmato con l'immediata promozione in Serie C1 finì 2 a 2 con gol di Lutterotti su rigore e Marchei per i gialloblù nei tempi regolamentari con vittoria decisiva ai rigori grazie alla rete decisiva di Parlato.

### Dagli anni ottanta agli anni duemila

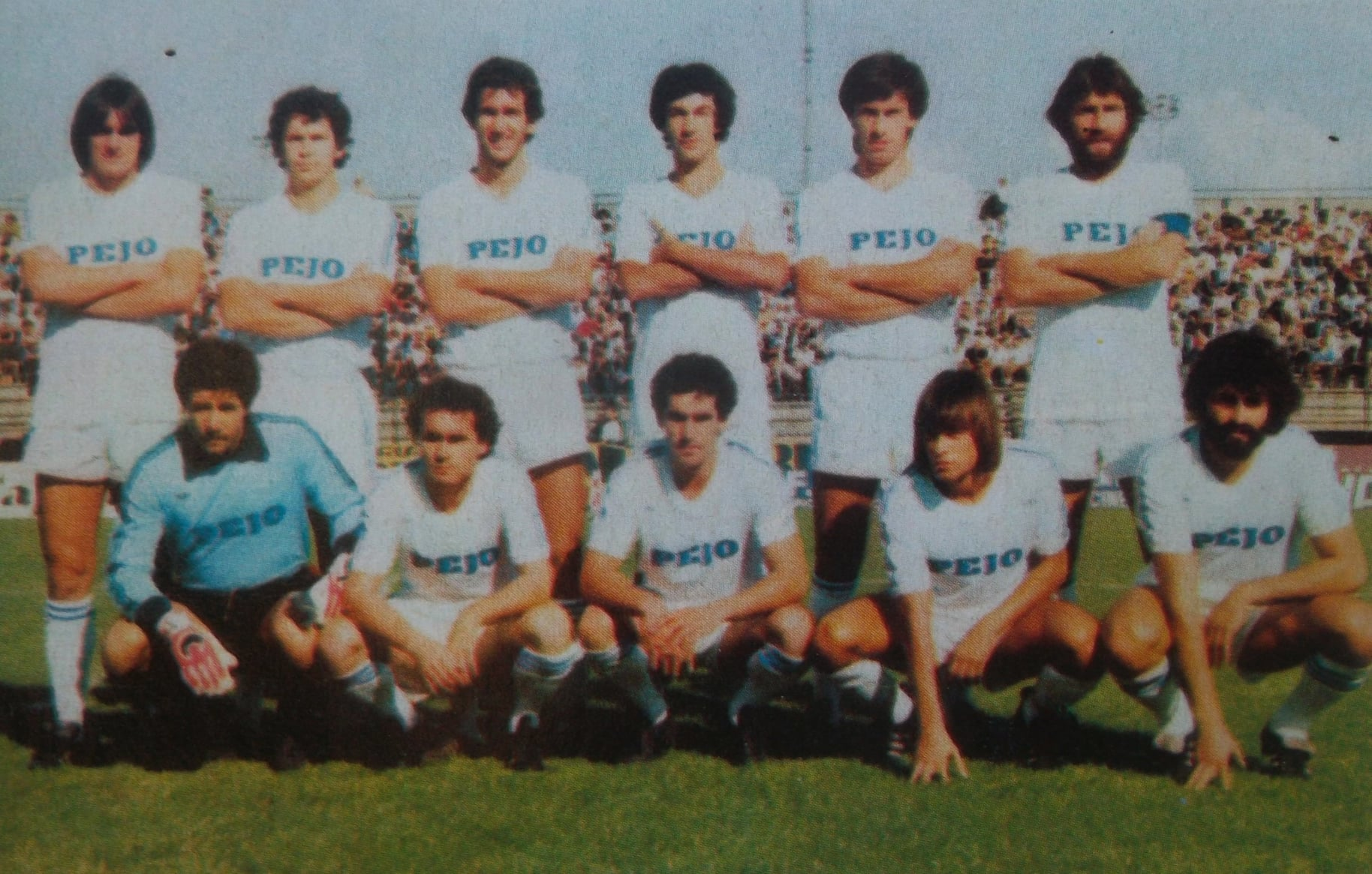
La formazione del Trento della stagione 1981-1982 in Serie C1

Negli anni '80, la storia del Trento si caratterizzò per la presidenza di Giorgio Grigolli e per la creazione di un gruppo formato da imprenditori locali. La prima stagione del nuovo decennio, dopo un avvio difficoltoso, regalò ai tifosi un dignitoso piazzamento a metà classifica, poi, Baveni lasciò la carica di mister per divergenze con il DS David e viene sostituito da Stevanato, cui seguì una la politica di valorizzazione dei giovani regionali cara a David portando in squadra Demattè, Montagni, Bertinato e Pallanch, a rafforzare il reparto arretrato a ottobre arrivò dall'Udinese Gigi De Agostini futuro azzurro. Al termine del torneo sarà un discreto decimo posto.
Dopo l'ultima stagione di David al Trento, che in estate passò al Bologna, il posto venne lasciato a Claudio Molinari, poi, nel 1983 il Trento, partito addirittura con propositi di Serie B, si ritrovò alla fine ultimo con 12 punti ed un valzer di panchine con ben tre allenatori: Cappelli, Ansaloni e infine Bazzarini retrocedendo in Serie C2. L'anno dopo, tornò sulla panchina Bruno Baveni ma l'avventura in Serie C2 pur non partendo sotto i migliori auspici, con il ritorno a Trento di Lutterotti e Domenicali, in attacco l'arrivo di Fabrizi, Marchetti ed Araldi, Bencardino e Castioni in difesa, si rivelò esaltante e dopo una partenza di rincorsa sulle fuggitive Ospitaletto e Virescit Boccaleone, il colpaccio arriva all'ultima giornata, quando sul campo della capolista Ospitaletto, gli aquilotti sbancarono con un gol di Bencardino e arrivano allo spareggio di Mantova proprio con i bresciani battendoli e ritornando dopo appena un anno in Serie C1 vincendo una partita-promozione ai rigori grazie alle parate di Mair ed al tiro finale di Lomanno.

Giuseppe Signori in maglia gialloblù nella stagione 1987-1988

Il campionato di Serie C1 1985-1986 si concluse con un finale da batticuore e una salvezza raggiunta all'ultima giornata. A fine campionato Baveni lasciò la panchina ed al suo posto arrivò Paolo Ferrario rifondando completamente la squadra anche grazie all'arrivo della punta Nico Penzo, raggiungendo così i 37 punti finali, e segnando il miglior risultato di sempre in Serie C1.
Seguirono, poi, una serie di campionati senza troppe gioie e il Trento, a partire dalla metà degli anni '90, visse un periodo non felice culminato da ben due fallimenti societari che videro il Trento retrocedere prima in Serie C2 rimanendoci per quattro anni, dal 1991 al 1995, e poi nei Dilettanti al termine della stagione di Serie C2 1994-1995. Nel frattempo sulla panchina gialloblù si sedettero una lunga lista di allenatori tra cui spiccò l'ex "bandiera" Christian Maraner.
Nelle annate che seguirono al 1995 non ci furono campionati particolarmente esaltanti da parte dei gialloblù, salvo una sporadica apparizione in Serie C2 nel 1998 e poi dal 2001 al 2003.
Dal 1999, con la fine della gestione di Gianpaolo Ossola, le problematiche societarie si fecero sempre più ricorrenti: il suo successore, Piergiorgio Chini, non seppe porvi rimedio e nel 2004 sopraggiunse il fallimento. Trento riuscì a mantenere la Serie D grazie all'intervento di Massimo Dalfovo, ex direttore sportivo del Trentino Volley, che rifondò il club con la denominazione Nuovo Calcio Trento, poi mutata in Trentino Calcio Trento. Occorse attendere il 19 giugno 2007 e l'avvento alla presidenza del veronese Mario di Benedetto per addivenire (accogliendo le istanze della tifoseria) al ripristino della ragione sociale Trento Calcio e dello stemma con l'aquila di San Venceslao.
La gestione del club si fece però nuovamente deficitaria e la squadra ne vide intaccata la propria competitività: nel 2006-2007 la salvezza fu ottenuta ai play-out contro il Rivignano, ma già nella stagione 2007-2008 sopraggiunse la retrocessione nel campionato di Eccellenza, a seguito della doppia sconfitta ai play-out contro il Fanfulla, vittorioso per 2-0 a Lodi e per 1-4 al Briamasco. Durante l'estate però gli aquilotti furono ripescati, ma l'annata successiva fu del tutto analoga, risolvendosi con la retrocessione in Eccellenza a seguito dei play-out.

### Terzo millennio
Il passaggio agli anni 2010 vide il Trento protagonista di un'altalena tra Eccellenza e Serie D.
Nel campionato 2009-2010 i gialloblù partirono con una penalità di 10 punti (poi revocata), ma vinsero il campionato e risalirono in Serie D, dove però rimasero sempre sul fondo della classifica, agguantando i play-out solo all'ultima giornata: gli spareggi però videro prevalere la Castellana di Castel Goffredo, che vinse per 0-5 al Briamasco e per 3-1 in casa. Poco dopo, nel dicembre 2011, la società passa di mano all'imprenditore mantovano Piervittorio Belfanti.
Nella stagione 2011-2012 il Trento è nuovamente in Eccellenza e chiude la stagione regolare al secondo posto, con qualificazione ai playoff: in semifinale viene superata l'Aurora Travagliato, che blocca i gialloblù sullo 0-0 al Briamasco, ma viene sconfitta da costoro per 0-1 in casa; la finale, contro i liguri del Vallesturla, vede inizialmente il Trento sconfitto 2-1 all'andata a Cogorno. Il 17 giugno c'è il ritorno, in un Briamasco gremito da 2 000 spettatori: nonostante le parecchie assenze, il Trento riesce a vincere per 1-0 grazie alla rete di Marzochella, che dà il via alla festa dei supporter trentini.
La stagione 2012-2013 si rivela nuovamente problematica, col Trento confinato in bassa classifica: nel tentativo di risollevarne le sorti si procede a tre cambi in panchina, esonerando Melone in favore di Gabrielli, che a sua volta deve cedere il posto all'allenatore della juniores Ivano Martini. A fine novembre l'incarico viene affidato a Luciano De Paola, che esordisce alla guida dei gialloblù il 1º dicembre 2012 vincendo 4-2 contro il San Giorgio, ma non riesce a centrare la salvezza.
L'ulteriore retrocessione in Eccellenza scatena il risentimento della tifoseria organizzata, che in aperta contestazione con la dirigenza decide di disertare a oltranza lo stadio Briamasco: le presenze medie alle partite della stagione 2013-2014 si aggirano sulle 100 presenze. La crisi sportiva diviene anche amministrativa, col club schiacciato da una situazione debitoria ormai insostenibile e incapace di allestire una squadra competitiva: i gialloblù pertanto retrocedono nel campionato di Promozione, toccando il nuovo punto più basso della storia sociale. A stretto giro, il 12 maggio 2014 la società Trento Calcio 1921 SRL viene dichiarata fallita dal Tribunale di Trento.
Il 26 giugno 2014 i cespiti della cessata società vengono rilevati per un prezzo di 50.000 euro dall'imprenditore trentino Mauro Giacca, che li conferisce alla neocostituita A.C. Trento Società Cooperativa Sportiva Dilettantistica, da lui cofondata con altri 33 soci fondatori, tra i quali Diego Schelfi, Giorgio Fracalossi, Alessandro Pacher, l'ex portiere gialloblù Alberto Betta, Marcello Scali e Giampaolo Ossola, che ricopre la carica di vicepresidente. Non entra invece tra i soci fondatori Diego Mosna, che rinuncia per propri impegni lavorativi.
Dopo una prima stagione di "assestamento", nel 2015-2016 il Trento "cooperativo" domina il campionato di Promozione trentina, distanziando di 20 punti l'Arco e centrando la promozione in Eccellenza regionale; anche la stagione 2016-2017 vede i gialloblù vincenti, con la vittoria in Eccellenza centrata con 4 giornate d'anticipo ai danni del Bozner.
Tornati in Serie D per la stagione 2017-2018, i gialloblù si salvano solo all'ultima giornata, dopo aver disputato un campionato altalenante tra la zona salvezza e la zona retrocessione e aver cambiato tre allenatori (Vecchiato, Filippini, Rastelli). Il risultato non viene confermato nell'annata successiva, con la squadra che retrocede in Eccellenza.
Gli aquilotti riescono bensì a riorganizzarsi (la società nel mentre dismette la forma cooperativa e passa a quella di capitali, con l'intensificazione dell'impegno del patron Giacca) e a ottenere il doppio salto di categoria, vincendo in sequenza il campionato regionale di Eccellenza (terminato anzitempo nel mese di marzo a seguito dello scoppio della pandemia di COVID-19) e quindi il girone C di Serie D, permettendo così al Trento di tornare a disputare un campionato professionistico dopo 20 anni di assenza.

#### Il ritorno in Serie C

Lo stemma del l'AC Trento in uso fino al 2024

La stagione 2021-2022 è la stagione del rientro in Serie C, che vede il Trento (inserito nel girone A, insieme peraltro ai corregionali del Südtirol). Dopo il primo posto ottenuto in Serie D nella stagione precedente la squadra ha dovuto affrontare i primi incontri allo Stadio Lino Turina di Salò al fine di consentire dei lavori allo Stadio Briamasco per renderlo agibile per i canoni della Serie C. Per quanto riguarda i risultati sportivi, la squadra è inizialmente capace di rimanere a metà classifica, salvo poi incappare nel girone di ritorno in una crisi di risultati che lo conduce fino in zona play-out: l'allenatore Carmine Parlato viene quindi sostituito da Lorenzo D'Anna, che infine salva i gialloblù grazie alla vittoria negli spareggi retrocessione. Da segnalare anche il ritorno dell'interesse dei trentini nei confronti della squadra simbolo della provincia, durante il derby regionale contro il Südtirol disputato al Briamasco, la partita ha registrato 2500 spettatori, numeri che non si vedevano da tantissimi anni.
L'anno successivo, la squadra ha concluso la stagione al quattordicesimo posto nel girone A. È stata un'annata segnata dall'ennesimo cambio di allenatore: dopo un avvio non facile è stato esonerato Lorenzo D'Anna al suo posto è stato scelto Bruno Tedino. Ex allenatore di Palermo e Pordenone, Tedino ha raggiunto l'obiettivo stagionale assicurando la salvezza nonostante un percorso altalenante, confermandolo anche per la stagione successiva.
Nella stagione 2023-2024 il Trento parte forte inanellando una buona serie di risultati utili, purtroppo la compagine trentina non riesce a mantenere le zone alte e nuovamente crolla nei bassifondi della classifica. Ad inizio del girone di ritorno la società decide ancora di cambiare guida tecnica, affidando la panchina momentaneamente all'allenatore spagnolo delle giovanili del Trento Joan Moll Moll, guiderà la squadra per 5 incontri (nel quale non vinse mai); la panchina viene poi ufficialmente affidata a Francesco Baldini mentre Moll venne riassegnato alla guida della squadra primavera del Trento. Con il nuovo allenatore la squadra inanella diversi risultati utili, con diverse partite spettacolari che portano il Trento a qualificarsi ai Playoff di Serie C per salire in Serie B, venendo eliminata però al primo turno.
Nella stagione successiva la guida tecnica, orfana di Francesco Baldini che lascia il Trentino per approdare all'appena retrocesso Lecco, viene affidata a Luca Tabbiani.

## Colori e simboli

Bandiera civica di Trento

Nei primi anni di esistenza giocò a rotazione con le maglie nero-stellata e bianco-blu, mutuate dai due club che nel 1921 si erano fusi nel nuovo sodalizio. A partire dal 1929 si passò stabilmente al giallo-blu, combinazione cromatica mutuata dalla bandiera cittadina.
Tipicamente la maglia interna vede prevalere il giallo e relega il blu alle finiture; occasionalmente il club ha adottato anche divise palate. Sulle casacche di cortesia le tinte prevalenti sono blu e bianco.
Il simbolo sociale è storicamente l'aquila di San Venceslao, a sua volta ricavata dalla simbologia araldica della città.

## Strutture

### Stadio
Dopo un primo periodo di attività su un campo non permanente ricavato in piazza Venezia, dal 1922 la squadra gioca allo stadio Briamasco, nell’omonimo quartiere cittadino, che presenta un campo da 105 × 65 m in erba naturale, tre tribune per il pubblico (con capienza oscillante tra 3000 e 5000 posti) e un ciclodromo (già pista di atletica).

## Società

### Organigramma societario
Dal sito ufficiale della società.
- Mauro Giacca - Presidente
- Enrico Zobele - Vicepresidente
- Luca Piazzi - Direttore operativo
- Paolo Pretti - Membro CDA
- Michele Mariotto - Membro CDA
- Luigi Pompeati Marchetti - Membro CDA
- Alessandro Penasa - Membro CDA
- Pompeo Viganò - Collegio Sindacale
- Diego Salvatore - Collegio Sindacale
- Ivan Cemerich - Collegio Sindacale
- Moreno Zocchi - Direttore Sportivo

### Settore femminile
Il 4 settembre 2024, la società ha annunciato ufficialmente un accordo di collaborazione con il Trento Calcio Femminile, la cui prima squadra e il cui settore giovanile hanno quindi utilizzato il marchio del club a partire dalla stagione 2024-2025, venendo poi inglobati ufficialmente nel Trento a partire dall'annata successiva.

## Allenatori e presidenti
- 1921-1939 ...
- 1939-1940  Paolo Zardini
- 1940-1941 ...
- 1941-1943  Italo Breviglieri
- 1943-1956 ...
- 1956-1957  Ferenc Hirzer
- 1957-1962 ...
- 1962-1963  Celestino Celio
- 1963-1970 ...
- 1970-1973  Giorgio Bozzato
- 1973-1974  Giorgio Bozzato
 Narciso Franzoi
- 1974-1975  Narciso Franzoi
- 1975-1976  Narciso Franzoi 
 Mario David
- 1976-1977  Giovanni Laudadio
- 1977-1978  Giovanni Laudadio 
 Mario David
- 1978-1979  Mario David
- 1979-1981  Bruno Baveni
- 1981-1982  Luciano Stevanato
- 1982-1983  Luciano Stevanato 
 Adelmo Capelli
- 1983-1984  Adelmo Capelli
 Giancarlo Ansaloni
 Alberto Bazzarini
- 1984-1986  Bruno Baveni
- 1986-1988  Paolo Ferrario
- 1988-1989  Sergio Maddè
- 1989-1990  Giorgio Ciaschini
 Francesco Brignani
- 1990-1991  Paolo Ferrario
 Enzo Robotti
- 1991-1993  Alberto Cavasin
- 1993-1994  Sergio Buso
 Sergio Codognato
- 1994-1995  Sergio Codognato
 Walter Franzot
 Gianni Bortoletto
 Guido Settembrino
- 1995-1998  Gianni Bortoletto
- 1998-1999  Gianni Bortoletto
 Walter Franzot
 Gianni Bortoletto
 Antonio Fontanesi
 Gianni Bortoletto
- 1999-2001  Luigi Capuzzo
- 2001-2002  Claudio Terzulli
 Luciano Miani
- 2002-2003  Luciano Miani
- 2003-2006 ...
- 2006-2007  Marco Gaburro
- 2007-2008  Luigi Capuzzo
 Flavio Fiorio
- 2008-2009  Renzo Merlino
- 2009-2010  Renzo Merlino
 Marco Melone
- 2010-2011  Uber Manfredini
 Giancarlo D'Astoli
 Uber Manfredini
- 2011-2012  Marco Melone
- 2012-2013  Marco Melone
 Luciano De Paola
- 2013-2014  Luciano De Paola
 Ivano Martini
- 2014-2015  Filippo Moratti
- 2015-2017  Stefano Manfioletti
- 2017-2018  Roberto Vecchiato
 Antonio Filippini
 Claudio Rastelli
- 2018-2019  Claudio Rastelli
 Luciano De Paola
 Loris Bodo
- 2019-2020  Flavio Toccoli
- 2020-2021  Carmine Parlato
- 2021-2022  Carmine Parlato
 Lorenzo D'Anna
- 2022-2023  Lorenzo D'Anna
 Bruno Tedino
- 2023-2024  Bruno Tedino
 Joan Moll Moll
 Francesco Baldini
- 2024-2025  Luca Tabbiani

- 1921-1937 ...
- 1937-1941  Guido Lazzari
- 1941-1970 ...
- 1970-1980  Ito Del Favero
- 1980-1995  Giorgio Grigolli
- 1995-1998 ...
- 1998-1999  Gianpaolo Ossola (amm. unico)
- 1999-2003  Piergiorgio Chini
- 2003-2004 ...
- 2004-2007  Massimo Dalfovo
- 2007-2010  Mario Di Benedetto
- 2010-2011  Marco Fattingher
- 2011-2012  Marco Fattingher
 Piervittorio Belfanti
- 2012-2013  Piervittorio Belfanti
 Giorgio Moser
- 2013-2014  Giorgio Moser
- 2014-  Mauro Giacca

## Palmarès

### Competizioni interregionali
- Serie D: 3

1969-1970 (girone C), 1976-1977 (girone B), 2020-2021 (girone C)
- Campionato Nazionale Dilettanti: 1

1997-1998 (girone C)

### Competizioni regionali
- Eccellenza: 3

2009-2010, 2016-2017, 2019-2020
- Promozione: 2

1950-1951 (girone B), 2015-2016 (girone A)
- Seconda Divisione: 1

1931-1932
- Campionato italiano di terza divisione: 1

1930-1931
- Coppa Italia Dilettanti Trentino-Alto Adige: 2

2016-2017, 2019-2020

### Altri piazzamenti
- Prima Divisione:

Terzo posto: 1934-1935 (girone A)
- Serie C2:

Secondo posto: 1979-1980 (girone B), 1984-1985 (girone B)
- Serie D:

Terzo posto: 1963-1964 (girone C), 1968-1969 (girone C), 2004-2005 (girone D)
- Eccellenza:

Secondo posto: 2011-2012
- Promozione:

Secondo posto: 1948-1949 (girone E), 2014-2015 (girone A)

## Statistiche e record

### Partecipazione ai campionati
| Livello | Categoria                                     | Partecipazioni | Debutto   | Ultima stagione | Totale |
| ------- | --------------------------------------------- | -------------- | --------- | --------------- | ------ |
| 3º      | Seconda Divisione                             | 1              | 1927-1928 | 1927-1928       | 35     |
| 3º      | Prima Divisione                               | 4              | 1928-1929 | 1934-1935       | 35     |
| 3º      | Serie B-C Alta Italia                         | 1              | 1945-1946 | 1945-1946       | 35     |
| 3º      | Serie C                                       | 18             | 1935-1936 | 2024-2025       | 35     |
| 3º      | Serie C1                                      | 11             | 1978-1979 | 1990-1991       | 35     |
| 4º      | Seconda Divisione                             | 1              | 1929-1930 | 1929-1930       | 34     |
| 4º      | Promozione                                    | 3              | 1948-1949 | 1950-1951       | 34     |
| 4º      | IV Serie                                      | 5              | 1952-1953 | 1956-1957       | 34     |
| 4º      | Campionato Interregionale                     | 1              | 1958-1959 | 1958-1959       | 34     |
| 4º      | Serie D                                       | 15             | 1959-1960 | 2020-2021       | 34     |
| 4º      | Serie C2                                      | 9              | 1979-1980 | 2002-2003       | 34     |
| 5º      | Campionato Interregionale - Seconda Categoria | 1              | 1957-1958 | 1957-1958       | 14     |
| 5º      | Campionato Nazionale Dilettanti               | 3              | 1995-1996 | 1997-1998       | 14     |
| 5º      | Serie D                                       | 10             | 1999-2000 | 2012-2013       | 14     |

### Partecipazione alle coppe
| Coppa                           | Partecipazioni | Debutto   | Ultima stagione | Totale |
| ------------------------------- | -------------- | --------- | --------------- | ------ |
| Coppa Italia                    | 2              | 1935-1936 | 1939-1940       | 2      |
| Coppa Italia Serie C            | 20             | 1981-1982 | 2023-2024       | 29     |
| Coppa Italia Semiprofessionisti | 9              | 1972-1973 | 1980-1981       | 29     |
| Coppa Italia Serie D            | 12             | 1999-2000 | 2018-2019       | 12     |
| Poule Scudetto                  | 1              | 1997-1998 | 1997-1998       | 1      |
| Coppa Italia Dilettanti         | 2              | 2016-2017 | 2019-2020       | 2      |

## Tifoseria

### Storia
Nel 1978 nacque il primo gruppo ultras organizzato, denominato "Ultras Trento 1978". Negli anni '90, questo gruppo si divise in tre fazioni distinte:
- Trento Club: raggiunse un notevole seguito, contando fino a 500 iscritti.
- Fedelissimi Gialloblù: conosciuti per la loro lealtà incrollabile alla squadra.
- Ultras: famosi a livello regionale per il loro supporto energico e per le coreografie.[20]

L'entrata in scena sullo scenario nazionale portò alla creazione di gemellaggi e rivalità con altri gruppi. Il primo episodio degno di nota è avvenuto nel Marzo del 2001, quando prima della partita contro il Pavia, un gruppo di circa quaranta ultras trentini ha aggredito due pullman di tifosi pavesi nei pressi del ponte di San Lorenzo, utilizzando sassi, bottiglie e mattoni. Questo attacco è stato descritto come una vendetta pianificata in risposta a eventi accaduti durante la gara d’andata. Dopo un breve periodo di crisi interna, nell'agosto del 2012 il gruppo "Ultras Trento 1978" ha annunciato il ritorno ufficiale sugli spalti, esponendo nuovamente il proprio striscione allo stadio Briamasco durante la partita contro la Pro Sesto. Nel 2015 il gruppo "Ultras Trento 1978" si è sciolto.
Alla fine della prima stagione dalla promozione in Serie C viene fondato un nuovo gruppo chiamato "Nuova Guardia" che inizialmente ha affiancato l’altro gruppo degli ultras gialloblù. A causa di diverse divergenze tra i due gruppi nel corso dei mesi si sono verificate numerose tensioni che hanno portato ad un primo distacco nel 2023, a causa del quale è dovuto intervenire persino il presidente Mauro Giacca per tentare di riappacificare i tifosi. A gennaio 2024, i membri di "Trento 1921" hanno abbandonato la Curva Mair e sono stati cacciati e mandati in tribuna sud.

### Gemellaggi e rivalità
I tifosi tridentini hanno coltivato rapporti positivi o rispettosi con la "curva" della Torres, gli ultras 1978 avevano rapporti con gli ultras dell'Unione Sportiva Alessandria Calcio 1912 (ora portato avanti dai 1921), mentre la Nuova Guardia ha rapporti con gli ultras della Aurora Pro Patria 1919
Un acceso rapporto di rivalità ha opposto i gialloblù al Bolzano, dando vita al derby tra i due capoluoghi provinciali del Trentino-Alto Adige; venuta meno la società altoatesina, s'è sviluppata un'analoga acrimonia verso il Südtirol, club fondato nel 1995 e impostosi come leader del movimento calcistico in Alto Adige.
Sono inoltre considerati rivali i supporters di Mantova, Pavia, Pergolettese, Lecco, Novara, Albinoleffe, Feralpisalò, Pro Vercelli, Venezia, Padova, Sassuolo e Clodiense.

## Organico

### Rosa 2025-2026
Aggiornata al 16 agosto 2025.
| N. |                      | Ruolo | Calciatore                  |
| -- | -------------------- | ----- | --------------------------- |
| 1  | Italia (bandiera)    | P     | Sergio Barlocco             |
| 2  | Italia (bandiera)    | D     | Davide Fontana              |
| 4  | Italia (bandiera)    | D     | Andrea Trainotti (capitano) |
| 7  | Italia (bandiera)    | A     | Christian Capone            |
| 8  | Italia (bandiera)    | D     | Daniel Cappelletti          |
| 9  | Italia (bandiera)    | A     | Tommaso Ebone               |
| 11 | Italia (bandiera)    | A     | Jacopo Pellegrini           |
| 14 | Italia (bandiera)    | C     | Marco Fossati               |
| 18 | Argentina (bandiera) | A     | Juan Manuel Cruz            |
| 20 | Italia (bandiera)    | C     | Giacomo Benedetti           |
| 22 | Italia (bandiera)    | P     | Michele Tommasi             |
| 23 | Italia (bandiera)    | C     | Christian Aucelli           |
| 24 | Italia (bandiera)    | A     | Nicola Dalmonte             |
| 25 | Italia (bandiera)    | C     | Amer Mehić                  |
| 27 | Italia (bandiera)    | D     | Daniele Triacca             |

| N. |                    | Ruolo | Calciatore         |
| -- | ------------------ | ----- | ------------------ |
| 28 | Italia (bandiera)  | D     | Christian Corradi  |
| 37 | Italia (bandiera)  | C     | Aldo Genco         |
| 39 | Italia (bandiera)  | D     | Kevin Miranda      |
| 44 | Italia (bandiera)  | D     | Mattia Maffei      |
| 70 | Italia (bandiera)  | D     | Gabriele Calzà     |
| 71 | Italia (bandiera)  | A     | Federico Chinetti  |
|    | Italia (bandiera)  | P     | Leonardo Santer    |
|    | Italia (bandiera)  | D     | Edoardo Meconi     |
|    | Albania (bandiera) | D     | Zylyf Muça         |
|    | Italia (bandiera)  | C     | Samuele Desiato    |
|    | Italia (bandiera)  | C     | Pasquale Giannotti |
|    | Italia (bandiera)  | C     | Mattia Sangalli    |
|    | Italia (bandiera)  | C     | Simone Tarolli     |
|    | Italia (bandiera)  | A     | Timothy Prinoth    |

### Staff tecnico
- Luca Tabbiani - Allenatore
- Michele Coppola - Allenatore in seconda
- Ettore Guglieri - Collaboratore tecnico
- Nicolas Cancarini - Preparatore dei portieri
- Marco Fontanelli - Preparatore atletico
- Andrea Togni - Recupero infortuni
- Andrea Bonfanti Consolini - Team manager
- Roberto Riccamboni - Responsabile sanitario
- Stefano Rigotti - Medico sociale
- Massimiliano Caeran - Medico sociale
- Luca Antonioni - Fisioterapista
- Riccardo Broseghini - Fisioterapista
- Umberto Maria Dalla Corte - Fisioterapista
- Michele Pontalti - Magazziniere
- Ivan Alimonta - Magazziniere